# Présentation au Temple (musée de Cluny)
Pour les articles homonymes, voir Présentation au Temple.
La présentation au Temple est un groupe sculpté réalisé vers 1365 et conservé au musée de Cluny. Il est généralement attribué à Jean de Liège ou à André Beauneveu.

## Historique de l’œuvre
L’historique de l’œuvre est presque entièrement inconnu. Dans la première moitié du XIXe siècle elle est en possession d’Alexandre Du Sommerard. Après sa mort en 1842, elle est, à l’instar du reste de sa collection, acquise par l’État français pour constituer les fondations des collections du musée de Cluny où elle est conservée depuis,.

## Description
Le groupe sculpté est réalisé en marbre blanc veiné de brun et mesure 64 cm de haut pour 46 cm de large. L’ensemble est réalisé en deux éléments sculptés en ronde-bosse. L’arrière est toutefois traité de manière très partielle et n’était probablement pas destiné à être vu.

## Analyse
Il n’existe pas d’éléments documentaires permettant de déterminer l’auteur et la date de réalisation de l’œuvre, qui sont donc entièrement déterminées par l’analyse stylistique. En 1971 Gerhard Schmidt en 1971 rattache le groupe à Jean de Liège en rapprochant son style de celui des gisants de Charles IV et Jeanne d’Évreux, faisant remarquer notamment la similitude dans les plis des vêtements.
L’accompagnatrice se trouvant derrière la Vierge a été rapprochée d’autres gisants : la forme des yeux avec ceux du gisant de Blanche de France à Saint-Denis et les rides entre la bouche et les joues avec celles du gisant de Charles V, réalisé vers 1365 par André Beauneveu.
Des figures dont le visage est très similaire à celui du prophète Siméon se retrouvent également sur les consoles du premier étage de la Tour du village du château de Vincennes, datant des années 1370. Une statue de la Liebieghaus a également une coiffure très similaire, mais il semble s’agir dans ce cas plutôt d’une influence de la Présentation sur la statue de Francfort que l’inverse.